# أنجيلا غرانت
أنجيلا جرانت (من مواليد 1950) هي ممثلة بريطانية، اشتهرت بظهورها في أربعة أفلام من سلسلة Carry On، بما في ذلك Carry On Up the Khyber وCarry On Girls. عملت عارضة أزياء مراهقة لدى مايكل ويتاكر قبل أن تبدأ مسيرتها المهنية في التمثيل. وهي اليوم تعمل في مجال الأعمال الخيرية. تقيم في نايتسبريدج، لندن.

## وصلات خارجية
- أنجيلا غرانت على موقع IMDb (الإنجليزية)
- أنجيلا غرانت على موقع قاعدة بيانات الفيلم (الإنجليزية)